# Röhrigshof (Thüringen)
Röhrigshof is een gehucht in de Duitse gemeente Bad Salzungen in Thüringen. De gemeente maakt deel uit van het Wartburgkreis.

## Geschiedenis
Het wordt voor het eerst genoemd in een oorkonde uit 1312.
Röhrigshof was deel van de gemeente Oberrohn tot deze gemeente in 1994 werd samengevoegd met de gemeente Tiefenort, die op 6 juli 2018 werd opgenomen in de gemeente Bad Salzungen.